# Jelše (Mirna Peč, Slovenija)
Jelše je naselje u slovenskoj Općini Mirnoj Peči. Jelše se nalazi u pokrajini Dolenjskoj i statističkoj regiji Jugoistočnoj Sloveniji. 

## Stanovništvo
Prema popisu stanovništva iz 2002. godine naselje je imalo 19 stanovnika.